# Ovingdean Hall School
Die Ovingdean Hall School (OHS), heute OIC Brighton, war eine spezielle Tages- und Internatsschule für schwerst- und hochgradig gehörlose Kinder und Jugendliche, darunter auch solche mit besonderen Bedürfnissen. Sie wurde im Juli 2010 geschlossen. Das ehemalige Schulgelände befindet sich in ländlicher Umgebung im Dorf Ovingdean in der Nähe von Brighton in East Sussex. Viele gehörlose und schwerhörige Kinder aus  Großbritannien und teilweise auch aus anderen englischsprachigen Ländern besuchten die Schule. Sie wurde als eingetragene Wohltätigkeitsorganisation nach englischem Recht gegründet.

## Förderer
Die  britische Schauspielerin Dame Judi Dench und die ehemalige britische Olympiasiegerin Sally Gunnell waren Schirmherren der Schule. Dench schickte einmal anlässlich der Eröffnung des  renovierten Theatersaals der Schule eine besondere gefilmte Botschaft von einem James-Bond-Filmset.

## Geschichte
1788 kaufte der  27-jährige Nathaniel Kemp ein 1,4 km² großes Grundstück im Zentrum des Dorfes Ovingdean. 1792 erbaute er dort Ovingdean House für etwa 2653 Pfund und 10 Schilling. Das Haus diente später als Wohnsitz des Glasmalers Charles Eamer Kempe und von Thomas Read Kemp, dem Gründer von Kemp Town in Brighton.
1891 wurde Ovingdean House zu einer Schule für junge Herren, die inzwischen in Ovingdean Hall umbenannt wurde. Bis 1897 wurden mehrere zusätzliche Schulgebäude errichtet. 1941 zog die Schule während des Zweiten Weltkriegs nach Devon, und die kanadische Armee übernahm den Ovingdean-Standort.
Gegen Kriegsende 1945 wurde es an die Brighton Institution for the Deaf and Dumb School verkauft und 1947 als Schule wiedereröffnet, die bis zum Sommer 2010 als Ovingdean Hall School für hörgeschädigte Schüler im Alter von 11 bis 19 Jahren weitergeführt wurde.
Im Jahr 2008 produzierte die in Hastings ansässige Filmfirma Toaster Productions einen speziellen DVD-Dokumentarfilm über die Schule und ihre Schüler mit dem Titel „Ovingdean Hall School: Eine ganz besondere Schule“. Zur Jahrtausendwende wurde außerdem ein Kurzfilm über die Schule produziert.
Der Schulvorstand hatte zwei ehemalige Schüler der Schule als Treuhänder (von 2005 bis zu seiner Auflösung im Jahr 2010).
Im August 2009 veranstaltete die Ovingdean Hall Reunion Association (siehe Link unten) ein (verspätetes) großes Schultreffen zum 60-jährigen Jubiläum der Ovingdean Hall School. Über 500 ehemalige Schüler und ihre Freunde nahmen daran teil. Im Juli 2010 folgte ein letztes Abschiedstreffen, als die Schüler von der bevorstehenden Schulschließung erfuhren. Über 600 ehemalige Schüler und ihre Freunde kamen, um ihre Alma Mater ein letztes Mal zu besuchen. Die Schule schloss zum Ende des Schuljahres im Juli 2010 endgültig ihre Türen, da sie aufgrund sinkender Schülerzahlen finanziell nicht mehr tragfähig war.
Die Schule und ihr Gelände wurden von den Treuhändern zum Verkauf angeboten. Der Trust setzte seine Arbeit nach der Schließung der Schule fort und will den Erlös aus dem Verkauf im Einklang mit den bestehenden Zielen der Stiftung zum Wohle junger gehörloser Schüler einsetzen.

## Interimsschule
Im Juli 2012 wurde aus dem ehemaligen Schulverein die Ovingdean Hall Foundation – eine gemeinnützige Förderorganisation, die Bildungsprojekte für gehörlose Jugendliche unterstützt. Die Stiftung arbeitet mit zwei weiteren Gehörlosenorganisationen zusammen: der Ewing Foundation und der Burwood Park Foundation.
Das ehemalige Schulgelände wurde verkauft und zum Ovingdean Hall International Language College (OHC) umgebaut. Das OHC wurde 2015 geschlossen.
Die auf Malta ansässige EC Language School nutzte die Räumlichkeiten der Schule in den Monaten Juni bis August 2017 und 2018 für einen Sommerkurs für Englisch als Zweitsprache (EFL) für ausländische Schüler im Alter von 12 bis 17 Jahren. Studienleiter der Schule war D. Glen Segell, der jeden Sommer ein Team von über 20 Lehrern und über 400 Schüler aus über 45 Ländern betreute. Die Schule erhielt ein ausgezeichnetes Zeugnis vom British Council.

## Aktuelle Nutzung
Im September 2023 eröffnete Nord Anglia Education, die Muttergesellschaft des Oxford International College, ihr neues College mit Wohnheim an diesem Standort. Geplant sind umfassende Renovierungsarbeiten. Es trägt den Namen Oxford International College (OIH) Brighton. Das College bietet das ganze Jahr über ein Pre-GCSE (Jahrgang 9), ein zweijähriges IGCSE (ab Jahrgang 10), ein einjähriges intensives IGCSE (Jahrgang 11) und ein zweijähriges A-Level (ab Jahrgang 12) an. Im Sommer 2024 wird ein anderes Unternehmen der Nord Anglia Group, nämlich Bucksmore Education die Einrichtungen nutzen, um in den Monaten Juni bis August einen Sommerkurs mit Wohnheim für Englisch als Zweitsprache (EFL) für ausländische Schüler im Alter von 12 bis 17 Jahren anzubieten.